# Álex Millán
Alejandro Millán Iranzo, detto Álex (Saragozza, 7 novembre 1999), è un calciatore spagnolo, attaccante del Leganés.

## Carriera

### Club
Cresciuto nel settore giovanile del Real Saragozza, nel 2016 viene acquistato dal Villarreal, con cui firma un quadriennale. Promosso nel 2019 nella seconda squadra del club, il 16 dicembre 2020 esordisce con la prima squadra del club valenciano, nella partita di Coppa del Re vinta per 0-6 contro il Leioa, in cui ha segnato la quinta rete dell'incontro.
Il 13 agosto 2021 viene ceduto a titolo temporaneo, con opzione di acquisto, al Cercle Bruges.
Il 28 gennaio 2022 passa, sempre in prestito, all'Union Saint-Gilloise.
L'8 luglio 2022 viene ceduto in prestito ai portoghesi del Famalicão.
Il 7 gennaio 2023 il prestito viene rescisso tornando così al Villarreal.
Il 27 giugno 2023 viene ceduto a titolo definitivo al Real Oviedo.
Il 20 agosto 2024 fa ritorno in Portogallo accasandosi al Farense.
Il 23 gennaio 2025 viene ceduto in prestito all'FC Cartagena.

### Nazionale
Ha giocato nelle nazionali giovanili spagnole Under-17 ed Under-18.

## Statistiche

### Presenze e reti nei club
Statistiche aggiornate al 9 luglio 2022.
| Stagione            | Squadra              | Campionato          | Campionato | Campionato | Coppe nazionali | Coppe nazionali | Coppe nazionali | Coppe continentali | Coppe continentali | Coppe continentali | Altre coppe | Altre coppe | Altre coppe | Totale | Totale | Totale |
| Stagione            | Squadra              | Comp                | Pres       | Reti       | Comp            | Pres            | Reti            | Comp               | Pres               | Reti               | Comp        | Pres        | Reti        | Pres   | Reti   |        |
| ------------------- | -------------------- | ------------------- | ---------- | ---------- | --------------- | --------------- | --------------- | ------------------ | ------------------ | ------------------ | ----------- | ----------- | ----------- | ------ | ------ | ------ |
| 2019-2020           | Villarreal B         | SDB                 | 18         | 3          |                 | -               | -               |                    | -                  | -                  |             | -           | -           | 18     | 3      |        |
| 2020-2021           | Villarreal B         | SDB                 | 16+6       | 6+4        |                 | -               | -               |                    | -                  | -                  |             | -           | -           | 22     | 10     |        |
| Totale Villarreal B | Totale Villarreal B  | Totale Villarreal B | 40         | 13         |                 | -               | -               |                    | -                  | -                  |             | -           | -           | 40     | 13     |        |
| dic. 2020           | Villarreal           | PD                  | 1          | 0          | CR              | 1               | 1               | UEL                | -                  | -                  | -           | -           | -           | 2      | 1      |        |
| 2021-gen. 2022      | Cercle Bruges        | D1                  | 18         | 3          | CB              | 2               | 0               |                    | -                  | -                  |             | -           | -           | 20     | 3      |        |
| gen.-giu. 2022      | Union Saint-Gilloise | D1                  | 7+1        | 1+0        | CB              | -               | -               |                    | -                  | -                  |             | -           | -           | 8      | 1      |        |
| 2022-2023           | Famalicão            | PL                  | 0          | 0          | CP+CdL          | 0               | 0               |                    | -                  | -                  |             | -           | -           | 0      | 0      |        |
| Totale carriera     | Totale carriera      | Totale carriera     | 67         | 17         |                 | 3               | 1               |                    | -                  | -                  |             | -           | -           | 70     | 18     |        |